# 穴八幡古墳

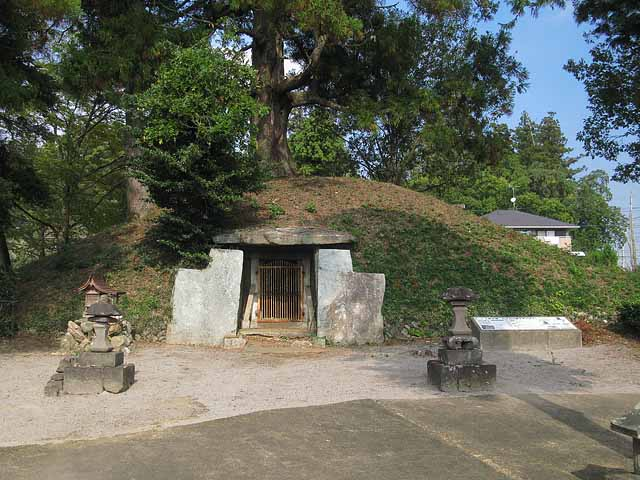
穴八幡古墳（2013年11月）

穴八幡古墳（あなはちまんこふん）は埼玉県小川町増尾にある方墳である。

## 概要
一辺28.2 m、高さ5.6 mの二段築成の墳丘と、墳丘の外側は二重の周溝が巡っていて、周溝外縁は一辺61.4 mに及ぶ大型の方墳である。また、全長8.2 mの石室が開口している。石室は前室・奥室に分かれており、緑泥片岩の一枚板石を組み合わせた精巧なものである。敷石には白い玉石が敷かれている。石室下部には版築を用いた基礎工事である掘り込み地業が行われていることが確認されており、穴八幡古墳の掘り込み地業は東京都、府中市の武蔵府中熊野神社古墳と並ぶ、約1.5 mの深さに及ぶ。
入口付近には「建治4年（1278年）2月2日」と刻まれている。
また、寛文年間に村民がこの塚を崩し陸田にしようとしたところ、石室が現れたのでやめたという記録が『新編武蔵風土記稿』に残されている。
1959年3月20日、埼玉県の史跡に指定。
この古墳は1988年に測量調査が行われるまで円墳だと考えられていた。このときの調査で二重周溝も確認されている。出土品としては須恵器、土師器、鉄器、刀装具などがあり、石室の構造や出土品などから築造年代は7世紀後半と見られている。
蘇我氏が方墳を採用していたことにより、これに倣ったものと考えられている、時代背景として薄葬令がだされていた時期でもありこれだけの方墳を築造できる身分で考えられるのは知々夫国造または武蔵国が成立したのちであれば評督ではないかと推測される。